# 关于向国外送达民事或商事司法文书和司法外文书公约
关于向国外送达民事或商事司法文书和司法外文书公约（英語：Convention on the Service Abroad of Judicial and Extrajudicial Documents in Civil or Commercial Matters），简称海牙送达公约（英語：Hague Service Convention），是1965年的司法协助领域的国际公约。公约于荷兰海牙通过，于1969年2月10日生效，保存人是荷兰政府。

## 背景
为确保须予送达到国外的司法文书（外文书）在足够的时间为收件人所知悉，并通过简化加快相关程序，改进为此目的而进行相互司法协助的体制，各缔约国缔约了本公约。

## 内容
公约（第1条）规定在民事或商事案件中，如有须递送司法文书（外文书）以便向国外送达的情形均适用本公约，但受送达人地址不明的情况除外。
公约（第一章）规定各缔约国应指定中央机关负责接收他国的送达请求书并予以转递。
公约（第二章，第17条）规定缔约国发出的司法外文书可依本公约方法、按本公约规定递送到他国，以便送达。
公约附件规定了向外国送达司法文书或司法外文书的请求书、证明书和文书概要格式。